# Перес де Гусман-и-Коронель, Хуан Алонсо
Дон Хуан Алонсо Перес де Гусман-и-Коронель (24 июня 1285—1351) — кастильский дворянин и военачальник, 2-й сеньор де Санлукар-де-Баррамеда (1309—1351).

## Биография
Старший сын крупного кастильского военачальника периода Реконкисты Алонсо Переса де Гусмана Эль-Буэно (1256—1309), 1-го сеньора де Санлукар-де-Баррамеда (1297—1309), и Марии Алонсо Коронель (1267—1330), дочери Фернандо Гонсалеса Коронеля и Санчи Васкес де Асуна.
В сентябре 1309 года после смерти своего отца Алонсо Переса де Гусмана Эль-Буэно Хуан Алонсо де Гусман унаследовал сеньорию Санлукар-де-Баррамеда.
В 1336 году Хуан Алонсо Перес де Гусман разгромил в битве при Вильянуэва-де-Баркарроте португальское войско под командованием Педро Афонсу де Соуса.

## Семья и дети
1-я жена с 1303 года Беатрис Понсе де Леон-и-Менесес (ум. 1330), внучка короля Леона Альфонсо IX, дочь Фернана Переса Понсе де Леона (ум. ок. 1291), командующего на границе с Андалусией и сеньора Пуэбла де Астуриас, и Урраки Гутьеррес де Менесес. Дети от первого брака:
- Алонсо де Гусман (ум. в декабре 1330), в возрасте 9-ти лет был убит оленем
- Алонсо Перес де Гусман-и-Понсе де Леон (1339—1365), 3-й сеньор Санлукар-де-Баррамеда (1351—1365)
- Мария де Гусман, умерла бездетной

В 1334 году вторично женился на Урраке Осорио (ум. 1367), дочери Альваро Нуньеса Осорио (ум. 1329) и Майор Перес. Дети от второго брака:
- Хуан Алонсо Перес де Гусман-и-Осорио (1342—1396), 4-й сеньор Санлукар-де-Баррамеда (1365—1396) и 1-й граф Ньебла (ок. 1369 — 1396)